# لجنة ماكميلان
لجنة ماكميلان تعرف رسميًا باسم لجنة التمويل والصناعة تتألف في معظمها من اقتصاديين، شكلتها الحكومة البريطانية بعد انهيار سوق الأسهم عام 1929 لتحديد الأسباب الجذرية للاقتصاد المتدهور في المملكة المتحدة. تم تشكيل لجنة ماكميلان في عام 1929 من قبل القيادة الملكية 3897، وكُلفت بتحديد ما إذا كان النظام المصرفي والمالي المعاصر يساعد أو يعيق التجارة والصناعة البريطانية. تم تعيين المحامي الإسكتلندي هيو ماكميلان، بارون ماكميلان رئيسًا لها، وبافتقاره للخبرة الاقتصادية والمالية، فقد «ظل في الخلفية» إلى حد كبير. ومن بين الأعضاء الآخرين في اللجنة إرنست بفين، وجون برادبري، البارون الأول برادبري، وروبرت براند ،البارون الأول براند، وثيودور جريجوري، وجون مينارد كينز، وريجينالد ماكينا.